# Payen Le Sueur d'Esquetot
Payen Le Sueur d'Esquetot, mort à Abbaye Notre-Dame d'Évron le 24 décembre 1551, est un prélat français du XVIe siècle. Il est fils de Guillaume Le Sueur, seigneur d'Esquetot et de Ricarville, et de Marie de Normanville.

## Biographie
Payen Le Sueur est chanoine à Rouen et garde des Sceaux de la chancellerie du parlement de Normandie. Il d'abord nommé en 1548 abbé de Saint Melaine de Rennes et en même temps abbé de Abbaye Saint-Jouin de Marnes. Devenu évêque de Coutances en 1549. Il désigne frère Michel du Fail son vicaire pour Saint Mélaine, il réside beaucoup à Paris, mais il meurt dans l'Abbaye Notre-Dame d'Évron le 24 décembre 1151  et il est inhumé dans ce monastère

## Armoiries
La famille Le Sueur d'Ecquetot portait: 
d'argent à trois fasces de gueules"

## Source
- Histoire des évêques de Coutances, 1839.

- (en) Catholic-hierachy.org: Paganus Lesueur de Esquetot